# Acrocephalus (časopis)
Acrocephalus je slovenski znanstveni časopis koji izdaje Društvo za promatranje i proučavanje ptica Slovenije. Od 1980. izlazi jednom mjesečno. Objavljuje članke iz svih oblasti orintologije, a suradnici su posebno fokusirani na tekstove o ptičjim vrstama značajnije zastupljenim u Sloveniji. 
Časopis uređuje međunarodni urednički odbor, a prilozi se objavljuju na slovenskom i engleskom jeziku. Aktualni glavni urednik je Luka Božič. 

## Vanjske poveznice
- Acrocephalus